# Tron 2.0
TRON 2.0 (рус. Трон 2.0) — компьютерная игра в жанре FPS с элементами RPG, являющаяся непрямым продолжением фильма «Трон» 1982 года. Изначально запланированная как полнометражный фильм, идея была переработана в игру. Сюжет игры полностью проигнорирован в фильме «Трон: Наследие», однако некоторые его элементы легли в основу сценария.
События сюжета разворачиваются «внутри» компьютерной системы, так же как и в фильме «Трон», в результате чего игра в юмористическом ключе использует и искажает компьютерные понятия. Например, игрок может оказаться в огненно-красном окружении межсетевого экрана (англ. firewall) и в операционной системе маломощного КПК, бороться с вирусами, убегая от форматирования диска, и использовать снайперскую винтовку под названием «LOL».
Мини-игра «световой мотоцикл» (которая была одной из визитных карточек оригинального фильма) включена как часть сюжета, а также доступна в мультиплейере. Среди актёрского состава игры присутствует Брюс Бокслейтнер, озвучивающий Алана Брэдли, которого он сыграл в фильме. Синди Морган, также игравшая в фильме, озвучивает новый персонаж Ма3а. Ребекка Ромейн озвучивает Меркури.
В России игра официально не локализована. Запланированная в 2003 году совместная локализация от «Новый Диск» и «snowball», по неизвестным причинам, была отменена.

## Сюжет
В 1980-х, Кевин Флинн вошёл в мир внутри компьютера после того, как его «оцифровали». С помощью программы безопасности по имени Трон, Флинн победил тирана ПМК (Программа Мастер Контроля). После уничтожения этой мощной программы способность «оцифровывания» была потеряна.
Действия игры разворачиваются через 20 лет после окончания событий описанных в фильме «Трон». Флинн давным-давно ушёл из компании, передав «штурвал» Алану Брэдли, создателю Трона. Алан разработал компьютерную систему Ma3a (читается «Ма-Три-а»), обладающую искусственным интеллектом. С помощью Ma3a вновь стал возможен перенос человека внутрь компьютера и обратно. Об открытии Алана узнала корпорация fCon (future Control Industries). После провала переговоров о покупке фирмы, Алан загадочным образом исчезает.
Алана похитили в тот момент, когда он разговаривал по телефону со своим сыном Джетом. Тот, заподозрив неладное, отправляется в лабораторию, где работал его отец, однако лишь обнаруживает разбросанные по полу бумаги и работающий терминал. Джет спрашивает у Ma3a где его отец. Не располагающая достаточной информацией о мире людей, Ma3a полагает что Джет — это всего лишь «Алан-2», поэтому игнорирует его вопрос и сообщает ему, что нуждается в помощи: в систему через E-Mail проник вирус и справиться с ним самостоятельно Ma3a не в состоянии. Джет слышит, что активирован некий протокол «непредвиденных обстоятельств» («Contingency protocol activated»). Джет требует у Ma3a остановиться, однако лазер оцифровки направляется прямо на Джета и тот переносится в компьютерный мир…

## Особенности игры
Несмотря на свою явную экшен-направленность, в TRON 2.0 есть и ролевая составляющая, и стелс-элементы, что позволяет разнообразить прохождение игры. Уровень сложности можно переключать в любой момент игры. Это связано с тем, что на высоких уровнях сложности программы-противники не уступают по силе игроку, а зачастую и превосходят его по меткости, скорости передвижения и числу.

### Ролевая составляющая
В игре нет такого понятия как опыт, однако игрок может получать очки версий (build points) за выполнение различных заданий (открыть дверь, найти нужного персонажа-программу и т. п.). Таким образом, игрок как бы повышает свою версию (изначально он начинает с версией 0.0.0; максимальная версия 10.0.0). С каждой новой полной версией (например, 1.0.0) игроку становятся доступны бонусные очки, с помощью которых можно повысить максимальный запас следующих характеристик:
- Health (Здоровье) — Изначально игрок начинает с 100 единицами здоровья, однако с помощью бонусных очков можно повышать этот параметр (максимум можно иметь 300 единиц здоровья).
- Energy (Энергия) — Универсальный источник энергии для всевозможных действий (использование оружия, скачивание из архивов и т. п.). Изначально игрок начинает со 100 единицами энергии. С помощью бонусных очков можно иметь максимум 300 единиц энергии.
- Weapon_Efficiency (Эффективность оружия) — Снижает расход энергии (Energy) для того оружия, которое её использует.
- Transfer_Rate (Скорость передачи) — Ускоряет скачивание файлов из архивов, пополнение здоровья и энергии и передачу энергии битам.
- Processor (Процессор) — Повышает скорость портирования, дефрагментации памяти и лечения от вирусов.

### Оружие
Всё оружие в игре строится на одном из четырёх так называемых примитивов: Disc Primitive, Rod Primitive, Ball Primitive и Mesh Primitive. Примитивы игрок получает довольно быстро, например Disc Primitive (основное оружие) дают ещё в тренировке игры. При помощи боевых подпрограмм на основе примитивов можно создавать более мощное и эффективное оружие. Нередко оно отличается от примитивов и классом: например, Rod Primitive представляет собой два энергетических стержня, которые можно использовать только в ближнем бою, но подпрограмма под названием «LOL» позволяет трансформировать Rod Primitive в снайперскую винтовку с оптическим прицелом. Другой пример — подпрограмма Cluster, которая повышает урон диска (Disc Primitive) и даёт ему splash damage (то есть, повреждения наносятся не только в точке попадания, но и в некоторой зоне рядом), который действует в том числе и в момент принудительного возврата диска по нажатию правой кнопки мыши.
Смена оружия происходит не моментально. Например, если игрок, держа в руках Disc Primitive, выбирает снайперскую винтовку, построенную на базе Rod Primitive подпрограммой «LOL», то произойдет следующее: диск будет убран на своё законное место (локоть левой руки), а затем будет воспроизведен процесс создания снайперской винтовки на основе примитива (сам по себе процесс создания любого оружия на основе примитива осуществляется весьма красочно). В зависимости от оружия на подобные действия может уйти от 0,5 до 2 секунд реального времени, что может оказаться критическим, особенно при борьбе с большим числом противников. В связи с этим перед боем зачастую приходится пользоваться заранее выбранным оружием, да ещё и постоянно следя за уровнем энергии (исключением является лишь Disc Primitive — его использование не требует энергии).

### Память (экран TRON Level)
С точки зрения внутриигрового компьютерного мира игрок является лишь одной из многочисленных программ, поэтому он ограничен в правах доступа и имеет ограниченный объём оперативной памяти для работы активных подпрограмм. Объём доступной игроку памяти зависит от той "системы", в которой он сейчас находится. Если игрок находится на каком-нибудь мощном сервере, то ему доступно множество ячеек оперативной памяти, которые могут быть им использованы для различных подпрограмм. Соответственно, на каком-нибудь КПК (карманный персональный компьютер) памяти очень мало и свободных слотов под все нужные подпрограммы не хватит.
Игрок может расширять свои возможности за счёт различных подпрограмм (Subroutins). Каждая подпрограмма может быть трёх версий: альфа (Alpha; занимает 3 слота в памяти), бета (Beta; занимает 2 слота в памяти) и финальной (Gold; занимает 1 слот в памяти). Чем выше версия программы, тем больше бонусов она даёт, будучи загруженной в память. Сами подпрограммы обычно скачиваются из архивов и разделены на три класса:
- Combat (Боевые подпрограммы) — если боевая подпрограмма загружена в память, то она даёт возможность создавать соответствующие оружие на основе какого-либо примитива. Чем выше уровень боевой подпрограммы, тем больше урона будет наносить оружие, но и тем больше энергии будет тратиться на каждый выстрел.
- Defense (Защитные подпрограммы) — снижают урон, который игрок получает вследствие нападения на него других программ. Сюда же относится антивирусный щит, который снижает риск заражения активных подпрограмм или повреждения свободной оперативной памяти.
- Utility (Вспомогательные подпрограммы) — набор всевозможных программ, которые так или иначе облегчают жизнь в цифровом мире. Например, «Profiler» показывает имя и здоровье программы, на которую наведён прицел, «Y-Amp» позволяет выше прыгать и т. д.

Иметь две копии одной и той же подпрограммы (например, альфа- и бета-версию) нельзя. В случае возникновения ситуации, когда в инвентаре / памяти оказывается две одинаковых подпрограммы, выводится запрос, в котором необходимо указать, какую именно версию оставить.
Необходимо понимание того, что подпрограммы действуют лишь тогда, когда они загружены в оперативную память. Если же они просто лежат в «инвентаре», то и пользы от них никакой не будет. Поскольку свободной памяти обычно не хватает, часто приходится перемещать одни подпрограммы в «инвентарь», а другие размещать в памяти. Все операции с подпрограммами осуществляются на специальном экране, который называется TRON Level (доступен по клавише F1 в любой момент). Этот экран отражает доступную в данной системе оперативную память, загруженные в память подпрограммы, предоставляет доступ к «инвентарю» (аналог жёсткого диска настоящего компьютера), где хранятся все имеющиеся программы (они разбиты на три вышеописанных класса — боевые, защитные и вспомогательные), а также даёт возможность повышать характеристики (здоровье, энергия и т. д.) в том случае, если игрок достиг своей новой круглой версии (например, 1.0.0). Во время нахождения на экране TRON Level события в игровом мире останавливаются. Например, в самый разгар боя можно нажать F1 и убрать заражённую подпрограмму из памяти, чтобы вирус не заразил другие подпрограммы.
Помимо всех вышеперечисленных функций, экран TRON Level предоставляет доступ к трём возможным процедурам:
- Port Procedural (Портирование) — Портирование необходимо для того, чтобы распознать и «переконвертировать» неопознанную подпрограмму, которую скачал игрок. После завершения портирования в центре экрана будет выведено уведомление об этом, а также будет указано название полученной подпрограммы.
- Disinfect Procedural (Лечение) — Если игрок скачал зараженную подпрограмму или загруженная в память подпрограмма была заражена вследствие вирусной атаки, то данная процедура обеспечит полное излечение указанной подпрограммы. На время лечения подпрограмму рекомендуется выгрузить из памяти, чтобы она не заразила другие подпрограммы в своей области памяти.
- Defrag Procedural (Дефрагментация) — Если в памяти имеется свободное место (слот) и он подвергся вирусной атаке, то он становится фрагментированным и его использование будет невозможно. Процедура дефрагментации устраняет фрагментацию оперативаной памяти. Сама по себе процедура дефрагментации памяти является выдуманной разработчиками условностью, поскольку настоящая оперативная память хоть и может быть фрагментирована, но это никак не сказывается на её производительности или способности хранить какие-либо данные и программы. Также настоящая оперативная память не может быть повреждена в случае вирусной атаки.

## Мир игры TRON 2.0
В отличие от большинства шутеров, мир TRON 2.0 представляет собой отражение именно виртуального пространства, населённого разумными программами. Какие-то человеческие чувства им близки, а какие-то недоступны для понимания. Например, у них есть свои города с развлекательными центрами, где они могут послушать музыку и потанцевать, но при этом им же неведом страх высоты, поэтому многие опасные (с точки зрения человека) места вроде узких "мостов", перекинутых между блоками данных, не имеют никаких ограждений и предостерегающих знаков.
Общий визуальный и звуковой стиль оформления уровня зависит от той системы, в которой находится игрок. Например, когда игрок находится на домашнем компьютере Алана, то можно заметить, что в целом цвета более мягкие и неброские, играет спокойная музыка, а когда игрок попадает в зараженную систему, которая держится из последних сил под натиском вируса, то сразу бросается в глаза темно-зелёное оформление и мрачная музыка, которая передаёт тяжелую атмосферу этой системы. Когда же игрок попадает на сервер «вражеской» компании fCon, то всё вокруг становится темно-фиолетовым.
В цифровом мире помимо игрока есть разные программы. Как правило, это служебные программы, которые выглядят как люди в серой «рабочей одежде». В качестве названий нередко носят вполне человеческие имена (Kitty_559, Oswald_327, Lars-TRiNiTY.zip, Marcella_432 и т. п.). Если игрок случайно «убьёт» служебную программу, то он будет моментально отключён от системы и на экране высветится сообщение SYSTEM ERROR: Illegal program termination! (Системная ошибка: неправомерное завершение программы!).
В особо важных местах встречаются программы защиты системы, которые выглядят как люди в красной «броне» и называются ICPs (Intrusion Counter Measure Programs). Носят имена port_monitor.exe, KernelSupport.api, spooler.exe, sbchost.exe, servwatch.exe и т. п. ICPs отвечают за защиту системы и вооружены такими же дисками, как и игрок. ICPs обычно ходят группами по 2-3 программы, однако в случае обнаружения незаконной программы (то есть игрока) или вирусов они активируют броню и атакуют неприятеля. Если рядом есть Security Rezzers Station (Sec Rezzers), то ICPs могут вызвать подкрепление через них. В зараженных системах часто попадаются программы-вирусы — выглядят как служебные программы, но слегка обезображены и светятся кислотно-зелёным цветом и атакуют зелеными шарами по баллистической траектории, которые могут заражать подпрограммы игрока. В качестве имен обычно выступает маловразумительный набор букв и цифр. В некоторых системах можно встретить программы-пожиратели ресурсов (Resource Hogs). Они имеют «маскирующие» имена типа word_edit.exe, disk_clean.exe, edit_picture.exe, exploder.exe, file_finder.exe, screensaver.exe и т. п.
Особую опасность представляют собой так называемые Дата-призраки (DataWraith). Это оцифрованные бойцы компании fCon. Передвигаются чрезвычайно быстро и скрытно, вооружены бластером. Одеты в фиолетовую униформу. Для передачи сообщений используют кодированный язык. В качестве имён используют, по всей видимости, свои внутренние fCon-E-Mail-адреса (например, Andy@fcon.com).

### Разрешения
В TRON 2.0 в виде ключей выступают так называемые «разрешения» (permissions). Максимум можно иметь 8 разрешений. Каждому разрешению соответствует свой порядковый номер на индикаторном кольце внизу экрана. Разрешения требуются либо для активации важных объектов (лифт на другой уровень, порт выхода и т. д.), либо для доступа к архивам.

### Архивы
В мире TRON 2.0 часто встречаются архивы (Archive Bins). Внешне архив выглядит как прозрачный куб с чёрными гранями, внутри которого плавают разноцветные кубики. Красный кубик означает подпрограмму (любую), синий — разрешение (любое), зелёный — E-Mail или видеозапись. E-Mail’ы не нужны для прохождения игры, однако они часто раскрывают происходящие в реальном мире события или же дают косвенное описание событий, которые происходили до игры. Видеозаписи попадаются крайне редко и, как правило, представляют собой отрывки записей с видеокамер наблюдения.

### Core Dumps
После уничтожения программы или вируса на её месте остаётся Core Dump (так называемый «дамп памяти»). Core Dump содержит пару десятков единиц здоровья и энергии, однако это количество быстро уменьшается, поэтому надо поторопиться, чтобы подобрать Core Dump прежде, чем оно окончательно истощится и исчезнет. Также в Core Dump можно найти какие-нибудь подпрограммы или разрешения.

### Патчи
Программы-патчи (Patch Routines) представляют собой цветные шары, неподвижно висящие в воздухе. Они позволяют восполнять как здоровье (красные шары), так и энергию (зеленые шары). Количество восполняемого здоровья или энергии зависит от того, насколько хороший патч попадется (и от выбранного уровня сложности). Некоторые дают всего 50 единиц, в то время как другие могут дать до 100 единиц здоровья или энергии. В особо трудных местах иногда расположены патчи с очень большим запасом здоровья и энергии. Иногда попадаются шары с бесконечной энергией (светло-голубые шары). Пользоваться патчами может только игрок, сторонние программы их игнорируют.

### Оптимизатор кода
Небольшой робот в виде диска, больше всего похож на домашний робот-пылесос. Оптимизатор кода (Code Optimization Ware) позволяет однократно улучшить какую-либо подпрограмму (альфу до бета-версии или бету до финальной версии). Оптимизаторы кода часто располагаются в укромных местах, однако при передвижении издают специфический звук, что облегчает их обнаружение.

## Рецензии
| Сводный рейтинг       | Сводный рейтинг                      | Сводный рейтинг                      | Сводный рейтинг                      |
| Издание               | Оценка                               | Оценка                               | Оценка                               |
| Издание               | GBA                                  | PC                                   | Xbox                                 |
| --------------------- | ------------------------------------ | ------------------------------------ | ------------------------------------ |
| GameRankings          | 66,53 %                              | 84,41 %                              | 70,87 %                              |
| Metacritic            | N/A                                  | 84/100 (37 обзоров)                  | N/A                                  |
| MobyRank              | N/A                                  | 83/100                               | N/A                                  |
| Иноязычные издания    |                                      |                                      |                                      |
| Издание               | Оценка                               | Оценка                               | Оценка                               |
| Издание               | GBA                                  | PC                                   | Xbox                                 |
| Eurogamer             | N/A                                  | 9/10                                 | N/A                                  |
| GameRevolution        | N/A                                  | B+                                   | N/A                                  |
| GameSpot              | N/A                                  | 7,1/10                               | N/A                                  |
| GameSpy               | N/A                                  | [ 12 ]                               | N/A                                  |
| IGN                   | N/A                                  | 8,0/10                               | N/A                                  |
| Русскоязычные издания |                                      |                                      |                                      |
| Издание               | Оценка                               | Оценка                               | Оценка                               |
| Издание               | GBA                                  | PC                                   | Xbox                                 |
| Absolute Games        | N/A                                  | 90 %                                 | N/A                                  |
| PlayGround.ru         | N/A                                  | 9,5/10                               | N/A                                  |
| «Домашний ПК»         | N/A                                  | [ 16 ]                               | N/A                                  |
| «Игромания»           | N/A                                  | 9,0/10                               | N/A                                  |
| Награды               |                                      |                                      |                                      |
| Издание               | Награда                              | Награда                              | Награда                              |
| Домашний ПК           | «Выбор редакции»                     | «Выбор редакции»                     | «Выбор редакции»                     |
| GameSpy               | Editors' Choice                      | Editors' Choice                      | Editors' Choice                      |
| Absolute Games        | «Наш выбор»                          | «Наш выбор»                          | «Наш выбор»                          |
| PlayGround.ru         | «Выбор редакции»                     | «Выбор редакции»                     | «Выбор редакции»                     |
| Домашний ПК           | Игра года и лучшая игра жанра action | Игра года и лучшая игра жанра action | Игра года и лучшая игра жанра action |